# سن-روزر، کبک
سَن-رُزِر (به فرانسوی: Saint-Rosaire) قصبه‌ای در منطقه شهری آرتاباسکا ناحیه سانتر-دو-کبک در استان کبک کانادا است. در سرشماری سال ۲۰۱۱ این قصبه ۸۰۲ نفر جمعیت داشته‌است و مساحت آن ۱۰۹٫۸۴ کیلومتر مربع است.